# Eredivisie de 2020–21
A Eredivisie de 2020–21 é a 65ª temporada da principal competição do futebol profissional dos Países Baixos e a 132ª temporada da primeira divisão do Campeonato Holandês de Futebol. A competição é organizada pela Real Associação de Futebol dos Países Baixos (em holandês: Koninklijke Nederlandse Voetbalbond, cuja sigla é KNVB), e conta com a participação de dezoito clubes. A temporada regular começou em 12 de setembro de 2020 e será concluída em 16 de maio de 2021. O detentor do título é o Ajax de Amsterdã, vencedor da edição de 2018–19, pois, a temporada de 2019–20 foi cancelada devido à pandemia de COVID-19.

## Regulamento

### Sistema de disputa
A Eredivisie de 2020–21 é disputada por dezoito clubes em fase única, turno e returno, no sistema de pontos corridos. Não há campeões por turnos, sendo declarado campeão holandês o time que obtiver o maior número de pontos após as 34 rodadas. Sobre o rebaixamento: os dois piores pontuadores caem direto para a Segunda Divisão ("Eerste Divisie"). O 16º colocado e seis times da Segundona disputarão uma série de "playoffs" para saber quem jogará na elite na próxima temporada.

### Critérios de desempate
Caso haja empate de pontos entre dois clubes, os critérios de desempates serão aplicados na seguinte ordem:
1. Saldo de gols
2. Gols marcados
3. Pontos no confronto direto
4. Saldo de gols no confronto direto
5. Gols marcados no confronto direto
6. Jogo de desempate (apenas para decidir o campeão, rebaixados e qualificados para a Liga Europa, caso contrário, teremos um sorteio)
7. Disputa por pênaltis (em caso de empate no tempo normal do jogo de desempate)

### Vagas em outras competições
A Eredivisie concede duas vagas para a Liga dos Campeões de 2021–22 e duas para a Liga Conferência Europa de 2021–22, divididas da seguinte forma:
| Posição | Qualificação para                                                                          |
| ------- | ------------------------------------------------------------------------------------------ |
| 1       | Fase de grupos da Liga dos Campeões de 2021–22                                             |
| 2       | 2ª rodada de qualificação da Liga dos Campeões de 2021–22                                  |
| 3       | 3ª rodada de qualificação da Liga Conferência Europa de 2021–22                            |
| 4 – 7   | Play-offs para uma vaga na 2ª rodada de qualificação da Liga Conferência Europa de 2021–22 |

## Participantes

### Informações dos clubes
| Equipe           | Cidade         | Província         | Estádio (mando)                  | Títulos (último)       |
| ---------------- | -------------- | ----------------- | -------------------------------- | ---------------------- |
| ADO Den Haag     | Den Haag       | Holanda do Sul    | Cars Jeans Stadion               | 10 (último em 1913–14) |
| Ajax             | Amsterdã       | Holanda do Norte  | Johan Cruijff ArenA              | 34 (último em 2018–19) |
| AZ               | Alkmaar        | Holanda do Norte  | AFAS Stadion                     | 2 (último em 2008–09)  |
| Emmen            | Emmen          | Drente            | De Oude Meerdijk                 | 0 (nenhum)             |
| Feyenoord        | Rotterdã       | Holanda do Sul    | De Kuip                          | 15 (último em 2016–17) |
| Fortuna Sittard  | Sittard-Geleen | Limburgo          | Fortuna Sittard Stadion          | 0 (nenhum)             |
| Groningen        | Groninga       | Groninga          | Hitachi Capital Mobility Stadion | 0 (nenhum)             |
| Heerenveen       | Heerenveen     | Frísia            | Abe Lenstra Stadion              | 0 (nenhum)             |
| Heracles Almelo  | Almelo         | Overissel         | Erve Asito                       | 0 (nenhum)             |
| PEC Zwolle       | Zwolle         | Overissel         | MAC³PARK Stadion                 | 0 (nenhum)             |
| PSV              | Eindhoven      | Brabante do Norte | Philips Stadion                  | 24 (último em 2017–18) |
| RKC Waalwijk     | Waalwijk       | Brabante do Norte | Mandemakers Stadion              | 0 (nenhum)             |
| Sparta Rotterdam | Rotterdã       | Holanda do Sul    | Het Kasteel                      | 6 (último em 1958–59)  |
| Twente           | Enschede       | Overissel         | De Grolsch Veste                 | 1 (último em 2009–10)  |
| Utrecht          | Utrecht        | Utrecht           | Stadion Galgenwaard              | 0 (nenhum)             |
| Vitesse          | Arnhem         | Guéldria          | GelreDome                        | 0 (nenhum)             |
| VVV-Venlo        | Venlo          | Limburgo          | Covebo Stadion – De Koel –       | 0 (nenhum)             |
| Willem II        | Tilburgo       | Brabante do Norte | Koning Willem II Stadion         | 0 (nenhum)             |

## Classificação
| Pos | Equipe           | Pts | J  | V  | E  | D  | GP  | GC | SG  | Classificação ou rebaixamento                                                        |
| --- | ---------------- | --- | -- | -- | -- | -- | --- | -- | --- | ------------------------------------------------------------------------------------ |
| 1   | Ajax             | 88  | 34 | 28 | 4  | 2  | 102 | 23 | +79 | Fase de grupos da Liga dos Campeões de 2021–22                                       |
| 2   | PSV Eindhoven    | 72  | 34 | 21 | 9  | 4  | 74  | 35 | +39 | 2ª pré-eliminatória da Liga dos Campeões de 2021–22                                  |
| 3   | AZ Alkmaar       | 71  | 34 | 21 | 8  | 5  | 75  | 41 | +34 | 3ª pré-eliminatória da Liga Conferência Europa de 2021–22                            |
| 4   | Vitesse          | 61  | 34 | 18 | 7  | 9  | 52  | 38 | +14 | Play-offs para uma vaga na 2ª pré-eliminatória da Liga Conferência Europa de 2021–22 |
| 5   | Feyenoord        | 59  | 34 | 16 | 11 | 7  | 64  | 36 | +28 | Play-offs para uma vaga na 2ª pré-eliminatória da Liga Conferência Europa de 2021–22 |
| 6   | Utrecht          | 53  | 34 | 13 | 14 | 7  | 52  | 41 | +11 | Play-offs para uma vaga na 2ª pré-eliminatória da Liga Conferência Europa de 2021–22 |
| 7   | Groningen        | 50  | 34 | 14 | 8  | 12 | 40  | 37 | +3  | Play-offs para uma vaga na 2ª pré-eliminatória da Liga Conferência Europa de 2021–22 |
| 8   | Sparta Rotterdam | 47  | 34 | 13 | 8  | 13 | 49  | 48 | +1  |                                                                                      |
| 9   | Heracles Almelo  | 44  | 34 | 12 | 8  | 14 | 42  | 53 | −11 |                                                                                      |
| 10  | Twente           | 41  | 34 | 10 | 11 | 13 | 48  | 50 | −2  |                                                                                      |
| 11  | Fortuna Sittard  | 41  | 34 | 12 | 5  | 17 | 50  | 58 | −8  |                                                                                      |
| 12  | Heerenveen       | 39  | 34 | 9  | 12 | 13 | 43  | 49 | −6  |                                                                                      |
| 13  | PEC Zwolle       | 38  | 34 | 9  | 11 | 14 | 44  | 53 | −9  |                                                                                      |
| 14  | Willem II        | 31  | 34 | 8  | 7  | 19 | 40  | 68 | −28 |                                                                                      |
| 15  | RKC Waalwijk     | 30  | 34 | 7  | 9  | 18 | 33  | 55 | −22 |                                                                                      |
| 16  | Emmen            | 30  | 34 | 7  | 9  | 18 | 40  | 68 | −28 | Play-offs do acesso/rebaixamento                                                     |
| 17  | VVV-Venlo        | 23  | 34 | 6  | 5  | 23 | 43  | 91 | −48 | Rebaixamento à Segunda Divisão de 2021–22                                            |
| 18  | ADO Den Haag     | 22  | 34 | 4  | 10 | 20 | 29  | 76 | −47 | Rebaixamento à Segunda Divisão de 2021–22                                            |

1. ↑  Sete times, uma da Eredivisie de 2020–21 e seis da Eerste Divisie de 2020–21, disputam uma vaga na Eredivisie de 2021–22. Os seis times restantes jogarão na Eerste Divisie de 2021–22.

## Jogos
| Mandante \ Visitante | ADO | AJA  | AZ  | EMM | FEY | FOR | GRO | HEE | HER | PEC | PSV | RKC | SPA | TWE | UTR | VIT | VVV | WIL |
| -------------------- | --- | ---- | --- | --- | --- | --- | --- | --- | --- | --- | --- | --- | --- | --- | --- | --- | --- | --- |
| ADO Den Haag         | —   | 2–4  | 2–2 | 0–0 | 3–2 | 0–3 | 0–1 | 1–1 | 1–2 | 0–2 | 2–2 | 0–0 | 1–1 | 2–4 | 1–4 | 0–2 | 1–4 | 1–4 |
| Ajax                 | 5–0 | —    | 2–0 | 4–0 | 1–0 | 5–2 | 3–1 | 5–1 | 5–0 | 4–0 | 2–2 | 3–0 | 4–2 | 1–2 | 1–1 | 2–1 | 3–1 | 3–1 |
| AZ                   | 2–1 | 0–3  | —   | 1–0 | 4–2 | 1–0 | 1–2 | 3–1 | 5–0 | 1–1 | 2–0 | 3–0 | 2–0 | 4–1 | 0–1 | 3–1 | 2–2 | 5–3 |
| Emmen                | 1–1 | 0–5  | 0–1 | —   | 2–3 | 2–2 | 0–4 | 3–1 | 3–1 | 3–2 | 0–2 | 3–1 | 1–1 | 1–4 | 2–3 | 1–4 | 3–5 | 1–1 |
| Feyenoord            | 4–2 | 0–3  | 2–3 | 1–1 | —   | 2–0 | 2–0 | 3–0 | 0–0 | 1–0 | 3–1 | 3–0 | 1–1 | 1–1 | 1–1 | 0–0 | 6–0 | 5–0 |
| Fortuna Sittard      | 2–0 | 1–2  | 3–3 | 1–3 | 1–3 | —   | 1–3 | 1–3 | 0–1 | 2–2 | 1–3 | 2–1 | 0–1 | 3–0 | 0–1 | 3–3 | 3–2 | 3–2 |
| Groningen            | 3–0 | 1–0  | 0–0 | 1–1 | 0–0 | 1–0 | —   | 0–2 | 0–1 | 1–0 | 1–3 | 2–0 | 1–2 | 2–2 | 0–0 | 1–1 | 2–1 | 1–0 |
| Heerenveen           | 3–0 | 1–2  | 0–3 | 4–0 | 3–0 | 1–3 | 1–1 | —   | 1–2 | 0–2 | 2–2 | 1–1 | 1–2 | 0–0 | 0–0 | 1–0 | 1–0 | 2–0 |
| Heracles Almelo      | 2–0 | 0–2  | 1–2 | 4–0 | 1–1 | 1–2 | 1–0 | 1–0 | —   | 2–1 | 1–1 | 0–1 | 1–1 | 2–2 | 4–1 | 0–2 | 4–0 | 4–0 |
| PEC Zwolle           | 0–1 | 0–2  | 1–1 | 0–0 | 0–2 | 0–2 | 1–0 | 4–1 | 2–2 | —   | 0–3 | 1–1 | 4–0 | 1–0 | 1–1 | 2–1 | 2–1 | 0–0 |
| PSV Eindhoven        | 4–0 | 1–1  | 1–3 | 2–1 | 1–1 | 2–0 | 1–0 | 2–2 | 3–0 | 4–2 | —   | 2–0 | 1–0 | 3–0 | 2–1 | 3–1 | 4–1 | 3–0 |
| RKC Waalwijk         | 0–1 | 0–1  | 1–3 | 1–0 | 2–2 | 1–2 | 3–1 | 1–1 | 3–0 | 1–1 | 1–4 | —   | 0–2 | 2–1 | 1–2 | 0–1 | 3–2 | 1–1 |
| Sparta Rotterdam     | 6–0 | 0–1  | 4–4 | 2–1 | 0–2 | 1–2 | 2–3 | 1–4 | 1–1 | 3–2 | 3–5 | 2–0 | —   | 0–0 | 0–0 | 3–0 | 2–0 | 0–2 |
| Twente               | 3–2 | 1–3  | 1–3 | 1–1 | 2–2 | 2–0 | 3–1 | 0–0 | 1–1 | 5–1 | 1–1 | 0–2 | 0–2 | —   | 1–2 | 1–2 | 0–1 | 1–1 |
| Utrecht              | 1–1 | 0–3  | 2–2 | 0–1 | 1–2 | 1–1 | 2–2 | 1–1 | 2–0 | 3–3 | 1–1 | 3–1 | 1–0 | 2–1 | —   | 1–3 | 3–1 | 3–2 |
| Vitesse              | 0–0 | 1–3  | 2–1 | 3–1 | 1–0 | 2–0 | 1–0 | 1–1 | 3–0 | 2–1 | 2–1 | 1–1 | 2–0 | 0–2 | 1–0 | —   | 4–1 | 0–0 |
| VVV-Venlo            | 1–2 | 0–13 | 1–4 | 0–4 | 0–3 | 1–3 | 0–1 | 1–1 | 3–2 | 2–2 | 0–2 | 3–3 | 0–1 | 1–2 | 1–1 | 4–1 | —   | 2–1 |
| Willem II            | 1–1 | 1–1  | 0–1 | 2–0 | 1–4 | 2–1 | 2–3 | 3–1 | 4–0 | 1–3 | 0–2 | 1–0 | 1–3 | 0–3 | 0–6 | 1–3 | 2–1 | —   |

## Estatísticas

### Artilharia
| Rank | Jogador             | Clube            | Jogos | Gols | Penaltes | Média |
| ---- | ------------------- | ---------------- | ----- | ---- | -------- | ----- |
| 1    | Giorgos Giakoumakis | VVV-Venlo        | 30    | 26   | 8        | 0.87  |
| 2    | Donyell Malen       | PSV Eindhoven    | 32    | 19   | 0        | 0.59  |
| 3    | Steven Berghuis     | Feyenoord        | 31    | 18   | 8        | 0.58  |
| 4    | Danilo              | Twente           | 33    | 17   | 5        | 0.52  |
| 5    | Rai Vloet           | Heracles Almelo  | 33    | 16   | 3        | 0.48  |
| 6    | Myron Boadu         | AZ               | 31    | 15   | 0        | 0.48  |
| 6    | Teun Koopmeiners    | AZ               | 31    | 15   | 7        | 0.48  |
| 8    | Henk Veerman        | Heerenveen       | 31    | 14   | 1        | 0.45  |
| 8    | Lennart Thy         | Sparta Rotterdam | 34    | 14   | 4        | 0.41  |
| 8    | Dušan Tadić         | Ajax             | 34    | 14   | 7        | 0.41  |

| Fonte: NOS |

### Assistências
| Rank | Jogadores                | Clube         | Jogos | Assistências | Média |
| ---- | ------------------------ | ------------- | ----- | ------------ | ----- |
| 1    | Dušan Tadić              | Ajax          | 34    | 17           | 0.5   |
| 2    | Steven Berghuis          | Feyenoord     | 31    | 13           | 0.42  |
| 3    | Mike Trésor Ndayishimiye | Willem II     | 34    | 11           | 0.32  |
| 4    | Joey Veerman             | Heerenveen    | 31    | 10           | 0.32  |
| 5    | Oussama Tannane          | Vitesse       | 29    | 09           | 0.31  |
| 5    | Jesper Karlsson          | AZ            | 32    | 09           | 0.28  |
| 7    | Vito van Crooij          | VVV-Venlo     | 31    | 08           | 0.26  |
| 7    | Philipp Max              | PSV Eindhoven | 31    | 08           | 0.26  |
| 7    | Antony                   | Ajax          | 32    | 08           | 0.25  |
| 7    | Donyell Malen            | PSV Eindhoven | 32    | 08           | 0.25  |

| Fonte: NOS |

## Premiação
| Campeonato Neerlandês de Futebol de 2020–21 Eredivisie de 2020–21 |
| Bandeira de Holanda do Norte                                      |
| ----------------------------------------------------------------- |
| Ajax Campeão (35° título)                                         |